# The Black Opera – Symphoniae Mysteriorum in Laudem Tenebrarum
The Black Opera – Symphoniae Mysteriorum in Laudem Tenebrarum (перевод с латинского «Симфонии тайн в восхвалении темноты») — третий студийный альбом итальянской группы Opera IX, вышедший 22 августа 2000 года.

## Об альбоме
В течение года после выпуска альбома было распродано 18 000 копий диска.
Альбом представляет собой блэк-металлическую оперу, состоящую из 6 актов. На обложке изображена вокалистка Кадаверия.
Завершает альбом кавер-версия песни «Bela Lugosi’s Dead» группы Bauhaus.

## Список композиций
1. Act I: «The First Seal» — 09:39
2. Act II: «Beyond the Black Diamond Gates» — 07:14
3. Act III: «Carnal Delight in the Vortex of Evil» — 06:13
4. Act IV: «Congressus Cum Daemone» — 10:24
5. Act V: «The Magic Temple» — 04:16
6. Act VI: «The Sixth Seal» — 07:50
7. «Bela Lugosi’s Dead» (Bauhaus cover) — 05:28